# Председништво СР Хрватске
Председништво Социјалистичке Републике Хрватске било је назив за колективног шефа државе у Социјалистичкој Републици Хрватској, од 1974. до 1990. године. 
Иако је Хрватска постала Република, још 1945. године, као и остале републике СФР Југославије није имала функцију председника Републике већ је функцију шефа државе обављао најпре председник Президијума Народне скупштине, од 1945. до 1953, а потом председник Народног сабора, од 1953. до 1974. године. Уставом СР Хрватске из 1974. уведено је Председништво СР Хрватске по узору на Председништво СФРЈ, формирано 1971. године. 
Усвајањем амандамана на Устав СР Хрватске, 25. јула 1990. којим је из назива ове републике избачена реч „социјалистичка”, Председништво СР Хрватске је преименовано у Председништво Републике Хрватске. Укинуто је доношењем Устава Републике Хрватске 22. децембра 1990, када је установљена функција председника Републике на коју је изабран дотадашњи председник Председништва Фрањо Туђман.
Председништво СР Хрватске је имало 9 чланова — 8 које је бирао Сабор и једног по положају (до 1988). Мандат чланова Председништва био је четири године, а мандат председника најпре четири и потом једну годину. У периоду од 1974. до 1990. на челу Председништва налазило се девет председника.

## Историјат
Прво Председништво СР Хрватске конститусано је 8. маја 1974. избором чланова Председништва, које је бирао Сабор СР Хрватске. Поред изабраних чланова, који су бирани на основу предлога Републичке конференције Социјалистичког савеза радног народа Хрватске (ССРНХ), члан Председништва био је по положају председник Централног комитета Савеза комуниста Хрватске.
Мандат члана Председништва био је четири године и није могао бити биран више од два пута. Мандат председника Председништва био је најпре четири, а потом годину дана. Председника су најпре бирали чланови Председништва, на основу предлога Кандидационе комисије Социјалистичког савеза радног народа Хрватске, а потом Сабор СР Хрватске.
Пето и последње Председништво Социјалистичке Републике Хрватске, изабрао је 30. маја 1990. Сабор СР Хрватске, конституисан након непосредних вишепартијских избора одржаних 22. и 23. априла 1990. године. У току мандата последњег Председништва, 25. јула 1990. извршене су измене Устава СР Хрватске, којим је из назива ове републике избачена реч „социјалистичка”. Истим изменама, Председништво Социјалистичке Републике Хрватске преименовано је у Председништво Републике Хрватске. Усвајањем новог Устава Републике Хрватске 22. децембра 1990. укинуто је Председништво, а уведена функција председника Републике на коју је изабран дотадањши председник Председништва Фрањо Туђман.

## Списак председника Председништва
| председништво | број | име и презиме       | почетак мандата    | крај мандата       | напомена                                            |
| --- | ---- | ------------------- | ------------------ | ------------------ | --------------------------------------------------- |
| 1 мандат 1974—1978. | 1    | Јаков Блажевић      | 8. мај 1974.       | 9. мај 1978.       |                                                     |
| 2 мандат 1978—1982. | 1    | Јаков Блажевић      | 9. мај 1978.       | 10. мај 1982.      |                                                     |
| 3 мандат 1986—1989. | 2    | Маријан Цветковић   | 10. мај 1982.      | 10. мај 1983.      |                                                     |
| 3 мандат 1986—1989. | 3    | Милутин Балтић      | 10. мај 1983.      | 10. мај 1984.      |                                                     |
| 3 мандат 1986—1989. | 4    | Јакша Петрић        | 10. мај 1984.      | 10. мај 1985.      |                                                     |
| 3 мандат 1986—1989. | 5    | Перо Цар            | 10. мај 1985.      | 15. новембар 1985. | преминуо на функцији                                |
| 3 мандат 1986—1989. | 6    | Ема Дероси Бјелајац | 26. децембар 1985. | 9. мај 1986.       |                                                     |
| 4 мандат 1986—1989. | 7    | Анте Марковић       | 9. мај 1986.       | 7. мај 1987.       |                                                     |
| 4 мандат 1986—1989. | 7    | Анте Марковић       | 7. мај 1987.       | 9. мај 1988.       |                                                     |
| 4 мандат 1986—1989. | 8    | Иво Латин           | 9. мај 1988.       | 10. мај 1989.      |                                                     |
| 4 мандат 1986—1989. | 8    | Иво Латин           | 10. мај 1989.      | 30. мај 1990.      |                                                     |
| 5 мандат 1990. | 9    | Фрањо Туђман        | 30. мај 1990.      | 22. децембар 1990. | функцију наставио као председник Републике Хрватске |
| Мандат Председништва био је 4 године, а мандат председника Председништва најпре четири (1974—1982), а потом једну годину (1982—1990) |      |                     |                    |                    |                                                     |

## Састав Председништва СР Хрватске

### 1974—1978.
| Председништво СР Хрватске изабрано 8. маја 1974. | Председништво СР Хрватске изабрано 8. маја 1974. | Председништво СР Хрватске изабрано 8. маја 1974. | Председништво СР Хрватске изабрано 8. маја 1974. |
| члан                                             | име и презиме                                    | функција                                         | напомена                                         |
| ------------------------------------------------ | ------------------------------------------------ | ------------------------------------------------ | ------------------------------------------------ |
| Чланови које је изабрао Сабор                    |                                                  |                                                  |                                                  |
| 1                                                | Јаков Блажевић                                   | председник 1974—1978.                            |                                                  |
| 2                                                | Борис Бакрач                                     | члан                                             |                                                  |
| 3                                                | Мирко Божић                                      | члан                                             |                                                  |
| 4                                                | Чедо Грбић                                       | члан                                             |                                                  |
| 5                                                | Вјекослав Иванчић                                | члан                                             | преминуо фебруара 1975.                          |
| 5                                                | Казимир Јеловица                                 | члан                                             | за члана изабран фебруара 1975.                  |
| 6                                                | Звонимир Јуришић                                 | члан                                             |                                                  |
| 7                                                | Милан Мишковић                                   | члан                                             |                                                  |
| 8                                                | Јосип Хрнчевић                                   | члан                                             |                                                  |
| Члан по положају                                 |                                                  |                                                  |                                                  |
| 9                                                | Милка Планинц                                    | председник ЦК СК Хрватске                        |                                                  |

      Изабрани члан
      Члан по положају

### 1978—1982.
| Председништво СР Хрватске изабрано 9. маја 1978. | Председништво СР Хрватске изабрано 9. маја 1978. | Председништво СР Хрватске изабрано 9. маја 1978. | Председништво СР Хрватске изабрано 9. маја 1978. |
| члан                                             | име и презиме                                    | функција                                         | напомена                                         |
| ------------------------------------------------ | ------------------------------------------------ | ------------------------------------------------ | ------------------------------------------------ |
| Чланови које је изабрао Сабор                    |                                                  |                                                  |                                                  |
| 1                                                | Јаков Блажевић                                   | председник 1978—1982.                            |                                                  |
| 2                                                | Казимир Јеловица                                 | члан                                             |                                                  |
| 3                                                | Звонимир Јуришић                                 | члан                                             |                                                  |
| 4                                                | Милан Мишковић                                   | члан                                             | погинуо 8. септембра 1978.                       |
| 4                                                | Мирко Бошковић                                   | члан                                             | изабран 13. априла 1979.                         |
| 5                                                | Јакша Петрић                                     | члан                                             |                                                  |
| 6                                                | Јелица Радојчевић                                | члан                                             |                                                  |
| 7                                                | Јаков Сиротковић                                 | члан                                             |                                                  |
| 8                                                | Перо Цар                                         | члан                                             |                                                  |
| Члан по положају                                 |                                                  |                                                  |                                                  |
| 9                                                | Милка Планинц                                    | председник ЦК СК Хрватске                        |                                                  |

      Изабрани члан
      Члан по положају

### 1982—1986.
| Председништво СР Хрватске изабрано 10. маја 1982. | Председништво СР Хрватске изабрано 10. маја 1982. | Председништво СР Хрватске изабрано 10. маја 1982. | Председништво СР Хрватске изабрано 10. маја 1982. |
| члан                                              | име и презиме                                     | функција                                          | напомена                                          |
| ------------------------------------------------- | ------------------------------------------------- | ------------------------------------------------- | ------------------------------------------------- |
| Чланови које је изабрао Сабор                     |                                                   |                                                   |                                                   |
| 1                                                 | Маријан Цветковић                                 | члан и председник 1982—1983.                      |                                                   |
| 2                                                 | Милутин Балтић                                    | члан и преседник 1983—1984.                       |                                                   |
| 3                                                 | Јакша Петрић                                      | члан и председник 1984—1985.                      |                                                   |
| 4                                                 | Перо Цар                                          | члан и председник 1985.                           | преминуо 15. новембра 1985.                       |
| 5                                                 | Ема Дероси Бјелајац                               | члан и председник 1985—1986.                      |                                                   |
| 6                                                 | Мирко Божић                                       | члан                                              |                                                   |
| 7                                                 | Драгутин Плашћ                                    | члан                                              |                                                   |
| 8                                                 | Тоде Ћурувија                                     | члан                                              |                                                   |
| Члан по положају                                  |                                                   |                                                   |                                                   |
| 9                                                 | Јуре Билић                                        | председник Председништва ЦК СК Хрватске           | од 1982. до 1983.                                 |
| 9                                                 | Јосип Врховец                                     | председник Председништва ЦК СК Хрватске           | од 1983. до 1984.                                 |
| 9                                                 | Мика Шпиљак                                       | председник Председништва ЦК СК Хрватске           | од 1984. до 1986.                                 |

      Изабрани члан
      Члан по положају

### 1986—1990.
| Председништво СР Хрватске изабрано 9. маја 1986. | Председништво СР Хрватске изабрано 9. маја 1986. | Председништво СР Хрватске изабрано 9. маја 1986. | Председништво СР Хрватске изабрано 9. маја 1986.                          |
| члан                                             | име и презиме                                    | функција                                         | напомена                                                                  |
| ------------------------------------------------ | ------------------------------------------------ | ------------------------------------------------ | ------------------------------------------------------------------------- |
| Чланови које је изабрао Сабор                    |                                                  |                                                  |                                                                           |
| 1                                                | Анте Марковић                                    | члан и председник 1986—1988.                     | члан до марта 1989, када је изабран за председника Савезног извршног већа |
| 2                                                | Иво Латин                                        | члан и председник 1988—1990.                     |                                                                           |
| 3                                                | Мато Грбац                                       | члан                                             |                                                                           |
| 4                                                | Владо Добец                                      | члан                                             |                                                                           |
| 5                                                | Мирко Кнежевић                                   | члан                                             |                                                                           |
| 6                                                | Томислав Ковач                                   | члан                                             |                                                                           |
| 7                                                | Олга Миличић Арсланагић                          | члан                                             |                                                                           |
| 8                                                | Мирко Синобад                                    | члан                                             |                                                                           |
| Члан по положају                                 |                                                  |                                                  |                                                                           |
| 9                                                | Станко Стојчевић                                 | председник Председништва ЦК СК Хрватске          | члан по положају је искључен из састава Председништва 1989.               |

      Изабрани члан
      Члан по положају

### 1990.
| Председништво СР Хрватске изабрано 30. маја 1990. | Председништво СР Хрватске изабрано 30. маја 1990. | Председништво СР Хрватске изабрано 30. маја 1990. | Председништво СР Хрватске изабрано 30. маја 1990. | Председништво СР Хрватске изабрано 30. маја 1990.                   |
| члан                                              | име и презиме                                     | странка                                           | функција                                          | напомена                                                            |
| ------------------------------------------------- | ------------------------------------------------- | ------------------------------------------------- | ------------------------------------------------- | ------------------------------------------------------------------- |
| 1                                                 | Фрањо Туђман                                      | ХДЗ                                               | председник                                        |                                                                     |
| 2                                                 | Крешимир Баленовић                                | ХДЗ                                               | члан                                              |                                                                     |
| 3                                                 | Душан Биланџић                                    | СКХ-СДП                                           | члан                                              |                                                                     |
| 4                                                 | Далибор Брозовић                                  | ХДЗ                                               | члан                                              |                                                                     |
| 5                                                 | Антун Врдољак                                     | ХДЗ                                               | члан                                              |                                                                     |
| 6                                                 | Милојко Вучковић                                  | независни                                         | члан                                              |                                                                     |
| 7                                                 | Јосип Манолић                                     | ХДЗ                                               | члан                                              | члан до августа 1990, када је изабран за председника Владе Хрватске |